# Vila Boa do Mondego
Vila Boa do Mondego ist ein Ort und eine ehemalige Gemeinde (Freguesia) im portugiesischen Kreis Celorico da Beira. Die Gemeinde hatte 107 Einwohner (Stand 30. Juni 2011).
Am 29. September 2013 wurden die Gemeinden Vila Boa do Mondego, Celorico (São Pedro) und Celorico (Santa Maria) zur neuen Gemeinde União das Freguesias de Celorico (São Pedro e Santa Maria) e Vila Boa do Mondego zusammengeschlossen.